# Евбулид
Евбулид (из Милета; Εὐβουλίδης; IV век до н. э.) — древнегреческий философ, представитель мегарской школы. Стремился обосновать ложность чувственного восприятия явлений и невозможность познания как такового.
Известен своими парадоксами или «апориями» («Лжец», «Куча», «Плешивый», «Рогатый» и других).
Диоген Лаэртский приписывает ему сочинение «О Диогене», посвящённое Диогену Синопскому. Евбулид, вероятно, написал некую работу, посвящённую суду над Сократом: Диоген Лаэртский ссылается на него в этом вопросе: «Сократ предложил уплатить двадцать пять драхм (а Евбулид говорит, что даже сто)» (Diog. L. II 43). Также сочинял комедии.
Известно, что Евбулид возражал Аристотелю и «много наговорил на него дурного» (Diog. L. II 109).

По мнению Диогена Лаэртского, Демосфен был учеником Евбулида и оставил его, лишь победив свою картавость. Историограф приводит краткий стих некоего комического поэта (Diog. L. II 108):
Исчез эристик Евбулид, который так нахально
Рогатыми вопросами ораторов запутал,

Исчез с карта-карта-карта-картавым Демосфеном.
Учениками Евбулида также были Алексин Опровергатель и Аполлоний Кронос (учитель Диодора Кроноса). Философ тесно общался с историографом Евфантом Олинфским, который, помимо своей «Истории» также написал множество трагедий и рассуждение «О царской власти» для царя Антигона, до нас не дошедшие (Diog. L. II 110).

## Парадоксы Евбулида
Наибольшее впечатление на современников произвёл парадокс лжеца: «говорит ли правду или неправду человек, заявляющий „Я лгу“?». Существует даже легенда, что некий Филит Косский, отчаявшись разрешить этот парадокс, покончил с собой, а древнегреческий логик Диодор Кронос, дав обет не принимать пищу до тех пор, пока не найдёт решение «Лжеца», умер, так и не разрешив проблему. В начале XX века парадоксу уделил внимание Бертран Рассел, в его формулировке это был «парадокс острова»: на острове, на котором живут всегда говорящие правду рыцари, и всегда лгущие оруженосцы, по фразе «Я тебя обману и предам» невозможно определить кто её сказал — рыцарь или оруженосец.
В парадоксе кучи Евбулид задаёт вопрос: «если к зерну прибавлять по зёрнышку, с какого момента появится куча?». Другой вариант парадокса, приписываемый Евбулиду, известен как парадокс лысого: «потеряв один волос, ещё не становишься лысым; потеряв второй волос — тоже; когда же начинается лысина?».
Парадокс рогатого («Что ты не потерял, ты имеешь. Рогов ты не терял. Стало быть, ты рогат»), в отличие от парадоксов лжеца и кучи, связан не с понятийным противоречием, а с логической ошибкой, таким образом, по современной классификации относится уже к категории софизмов (но не парадоксов).
Парадокс (точнее, софизм) «Электра»: перед Электрой стоит её брат Орест под покрывалом; она не знает, что под покрывалом именно он. Поскольку она знает своего брата, то получается, что она, таким образом, и знает и не знает того, кто под покрывалом. Имеются варианты сюжета с незначительными вариациями — «Спрятанный» и «Накрытый покрывалом».
Согласно Диогену Лаэртскому, стоик Хрисипп написал сочинение, посвящённое рассуждению «Куча», а рассуждению «Лжец» даже целый ряд сочинений (Diog. L. VII 192, 196-197).